# Индотихоокеански тарпон
Индотихоокеанските тарпони (Megalops cyprinoides) са вид актиноптери от семейство Megalopidae.
Те са недостатъчно проучен вид.
Таксонът е описан за пръв път от Пиер Мари Огюст Брусоне през 1782 година.